# 蒙塔尔迪
蒙塔尔迪（法語：Montardit，法語發音：[mɔ̃taʁdi]）是法国阿列日省的一个市镇，属于圣日龙区。

## 地理
蒙塔尔迪（43°4'8"N, 1°11'39"E）面积7.26 平方千米，位于法国奧克西塔尼大區阿列日省，该省份为法国西南部内陆省份，西部和北部与上加龙省接壤，东临奥德省，东南至东比利牛斯省接壤，南与安道尔和西班牙接壤。
与蒙塔尔迪接壤的市镇（或旧市镇、城区）包括：孔特拉济、加让、拉塞尔、梅里贡、库斯朗地区蒙茹瓦。

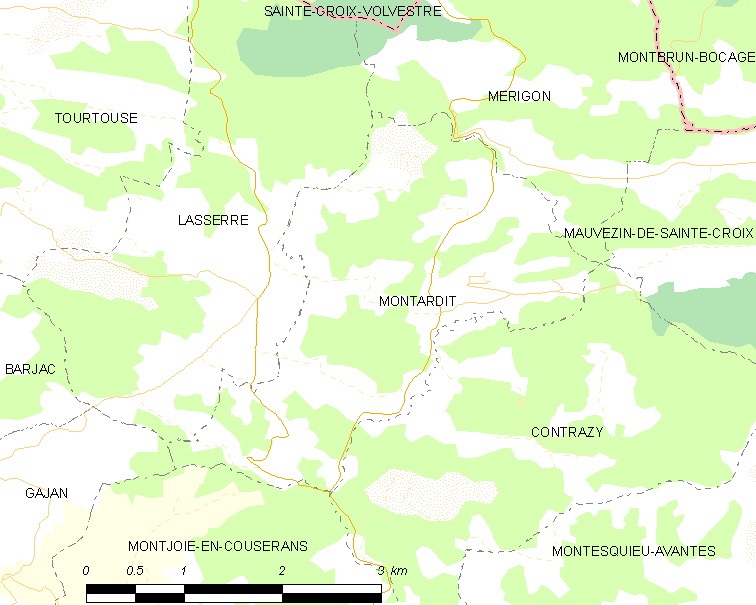
蒙塔尔迪的OSM定位图

蒙塔尔迪的时区为UTC+01:00、UTC+02:00（夏令时）。

## 行政
蒙塔尔迪的邮政编码为09230，INSEE市镇编码为09198。

## 政治
蒙塔尔迪所属的省级选区为库斯朗谷地县。

## 人口

1962-2008年间蒙塔尔迪人口变化图示

蒙塔尔迪于2022年1月1日时的人口数量为223人。